# Peso cubano convertibile
Il peso cubano convertibile (codice ISO 4217: CUC — talvolta si trova invece CUC$, chiamato informalmente chavito) è stata una delle due valute ufficiali di Cuba; l'altra, avente corso legale, è il peso cubano. Questa valuta ha avuto un uso limitato fino agli anni 1990, quando era cambiata allo stesso valore del dollaro statunitense. L'8 novembre 2004 il dollaro cessò di essere accettato nei negozi cubani e di conseguenza il peso convertibile rimase l'unica moneta utilizzabile per molti affari. Ufficialmente era cambiabile solo a Cuba e aveva un rapporto fisso con il dollaro statunitense di 1 CUC = 1,08 USD. Le monete in circolazione erano da 1, 5, 10, 25 e 50 centavos e da 1 e 5 peso convertible. Le monete da un centavo sono state introdotte nel 2001 e la moneta da 5 pesos è rara. Le banconote in circolazione erano da 1, 3, 5, 10, 20, 50 e 100 peso convertible. Il peso convertibile era, con il suo cambio fisso, la tredicesima moneta di maggior valore nel mondo, il peso di maggior valore e la seconda moneta per valore delle Americhe.

## Storia
Dal 1993 al 2004 la valuta cubana è stata divisa tra il peso cubano, usato principalmente dai cittadini cubani e dai turisti solo per articoli di scarso valore e non di lusso, e il dollaro statunitense, usato in combinazione con il peso convertibile, che era usato per il turismo e per gli articoli di lusso.
L'8 novembre 2004 il governo cubano ritirò dalla circolazione il dollaro statunitense motivando con la necessità di rispondere alle ulteriori sanzioni degli Stati Uniti. Dopo un primo periodo che ebbe termine il 14 novembre 2004, fu imposto un sovrapprezzo del 10% per convertire i dollari statunitensi in peso convertibili. Il cambiamento fu annunciato con alcune settimane di anticipo e fu esteso anche al periodo precedente, con la motivazione che la massa di dollari cambiati era superiore a quanto annunciato. Questa misura ha aiutato il governo cubano a raccogliere valuta forte.
Dopo le prime comunicazioni effettuate il 10 dicembre 2020, il governo cubano ha deciso che dal 1º gennaio 2021 la valuta convertibile sarebbe stata unificata con il peso cubano al tasso di 1:24 per il peso convertibile, che avrà ancora valore legale fino al 30 dicembre 2021, anche se non viene più accettato nei negozi dal 1º luglio 2021.

## Andamento storico dei cambi
Dalla sua introduzione nel fino al 2005, il peso convertibile era fissato nel rapporto con il dollaro statunitense a un tasso 1:1. Il 24 marzo 2005 la Banca centrale aumentò il valore del peso convertibile dell'8%, giungendo così valore di un peso convertibile pari a 1,08 USD.
Una tassa del 10% è applicata quando si cambia la valuta in contanti, oltre all'8% già visto, ed è applicata anche una commissione, cosicché un peso convertibile costa più di 1,20 USD. La tassa del 10% non è applicata per le altre valute né si applica ai trasferimenti bancari o ai pagamenti con carte di credito.
Nelle transazioni con carte di credito, il costo viene addebitato in USD con un tasso di 1,1124. Questo combina il tasso di 1,08 con un extra 3% di "service charge".